# Karl Gustav Nieritz

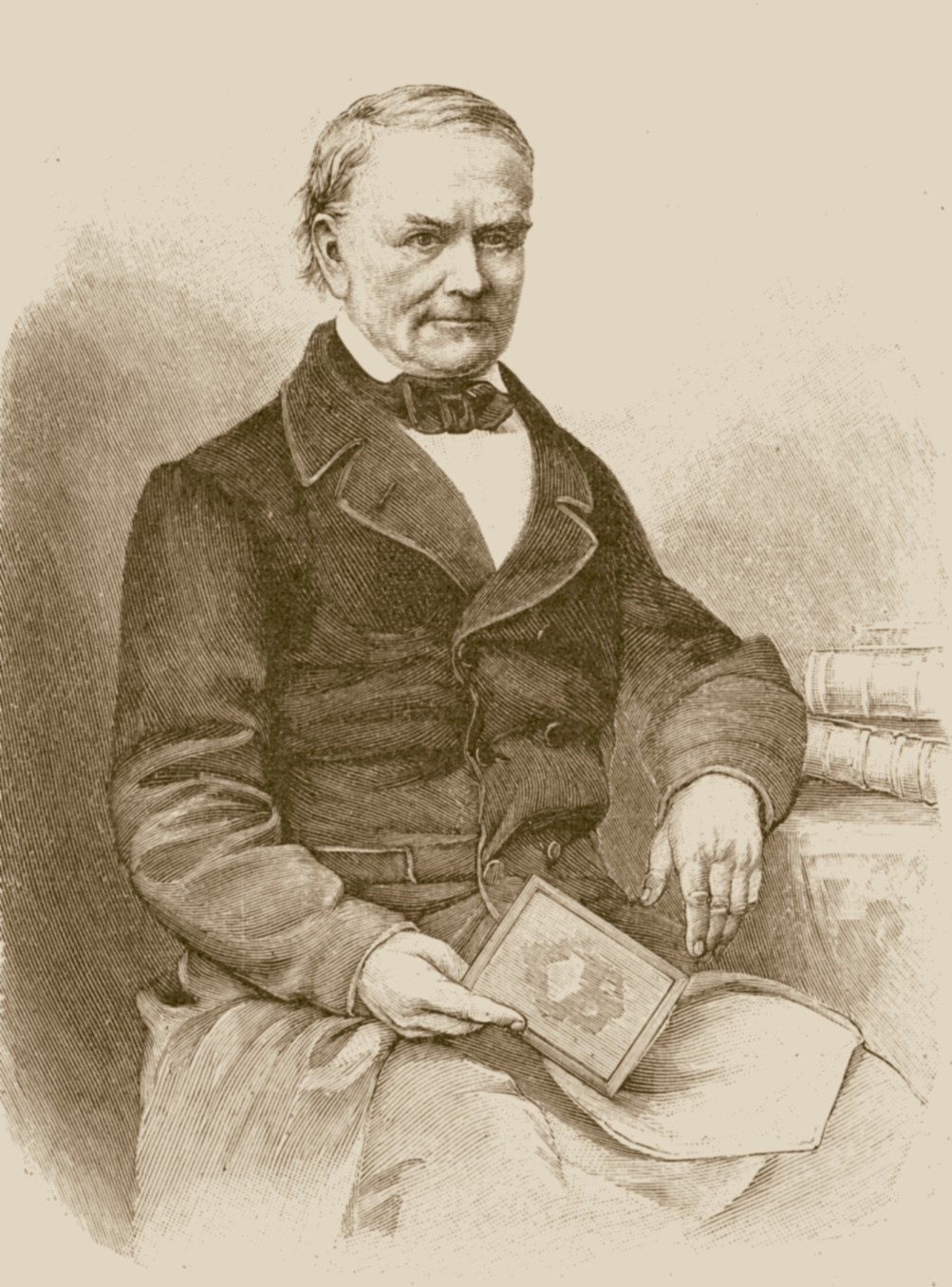
Gustav Nieritz

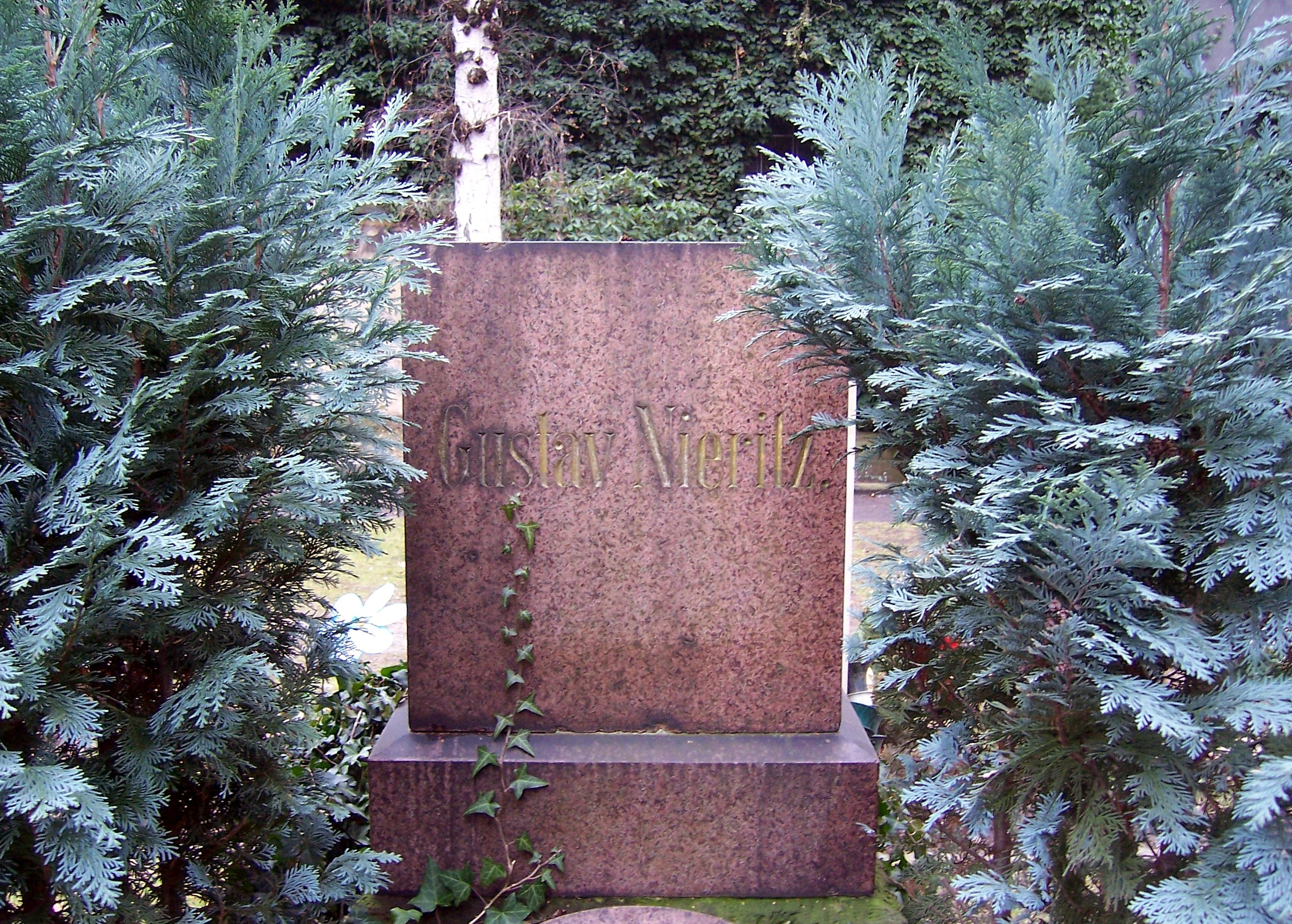
Grab von Gustav Nieritz auf dem Inneren Neustädter Friedhof in Dresden

Karl Gustav Nieritz (* 2. Juli 1795 in Dresden; † 16. Februar 1876 ebenda) war ein deutscher Volks- und Jugendschriftsteller.

## Leben
Gustav Nieritz wuchs in kleinbürgerlichen Verhältnissen auf. Sein Vater Carl Gottlieb Nieritz (1764–1828) war Leiter und Oberlehrer einer Armenschule in Dresden-Neustadt, seine Mutter Johanna Rahel geb. Böttcher (1772–1848) Tochter des Dresdner Weißbäckermeisters Johann David Böttcher (1719–1802). Der Geheime Regierungsrat, Professor und Direktor Eduard Theodor Böttcher (1829–1893) war ein Vetter zweiten Grades von Nieritz.
Von den Eltern schon frühzeitig und entgegen seinen eigenen Neigungen für die Laufbahn und Nachfolge seines Vaters bestimmt, besuchte Gustav Nieritz anfangs dessen Schule, 1808 bis 1811 das Gymnasium Kreuzschule und danach das Seminar in Dresden-Friedrichstadt, an dem er 1814 vorzeitig das Examen ablegte. Anschließend trat er die Stelle des Hilfslehrers an der Seite des Vaters an, welche dieser von seinem eigenen Gehalt finanzieren musste. Trotz der entsprechend dürftigen Besoldung vermählte sich Nieritz 1823 mit Eleonore geb. Könitzer (1803–1886).
Nach dem Tod des Vaters im Jahr 1828 wurde ihm das erhoffte Nachrücken auf den Oberlehrerposten wegen religiöser Differenzen mit der vorgesetzten Behörde zunächst unmöglich gemacht, so dass er den Lebensunterhalt für seine schnell wachsende Familie durch das Erteilen von Privatunterricht und erste schriftstellerische Arbeiten aufbessern musste. Erst 1831 gelang ihm der Aufstieg zum Oberlehrer, zunächst an der Armenschule am Queckbrunnen. Ein Jahr später erlangte er schließlich doch noch die erneut vakante Stelle seines Vaters, wobei er weiterhin auf Nebeneinkünfte angewiesen blieb. Nach einer Umstrukturierung des Schulwesens wurde Nieritz 1841 Direktor der Bezirksschule in der Dresdner Antonstadt, zeitweise auch Armenvorsteher (ehrenamtlicher Fürsorger) und Stadtverordneter. Er ersuchte 1854 um seine Pensionierung und widmete sich seitdem ganz der schriftstellerischen Tätigkeit.
Nieritz hatte acht Kinder, von denen ihn nur zwei überlebten. Er starb am 16. Februar 1876 im Alter von 80 Jahren in Dresden. Sein Grab befindet sich auf dem Inneren Neustädter Friedhof. An der Einmündung der Nieritzstraße in die Theresienstraße in der Inneren Neustadt erinnert ein Denkmal an ihn. Es wurde zwischen 1876 und 1878 von Gustav Adolph Kietz geschaffen und zeigt die Marmorbüste des Schriftstellers auf einer mit Kränzen geschmückten Granitsäule. Um die Säule bewegen sich zwei Putten, die die Kränze halten.

## Künstlerisches Schaffen
Etwa ab 1834 wurde Nieritz als Schriftsteller durch zahlreiche Erzählungen für das Volk und die Jugend bekannt. Das Spektrum der Schriften meist didaktisch-moralischen Charakters reicht vom Aufsatz bis zur Novelle. Sie erschienen einzeln in Kalendern und anderen Periodika oder in verschiedener Zusammenstellung als Jugendbibliothek bzw. Jugendschriften und wurden zum Teil in mehrere Sprachen übersetzt. Großen Beifall fand auch der von ihm seit 1842 herausgegebene Sächsische Volkskalender (ab 1850 Deutscher Volkskalender). Nieritz idealisierte in seinen Erzählungen das (Klein-)Bürgertum und propagierte sogenannte bürgerliche Tugenden wie Fleiß, Gottesfurcht und Familiensinn, demgegenüber finden sich in seinen Schriften antifranzösische, antikatholische, antidemokratische wie auch antisemitische Passagen.
Außerdem zeichnete Nieritz zeitlebens und versuchte sich, vor dem Einsetzen seines Erfolges als Autor, zeitweise in Ölmalerei als Beitrag zum Lebensunterhalt, wobei ihm einige Verkäufe gelangen. Das Stadtmuseum Dresden bewahrt ein Skizzenbuch und zwei Ölgemälde.

## Nachwirkung

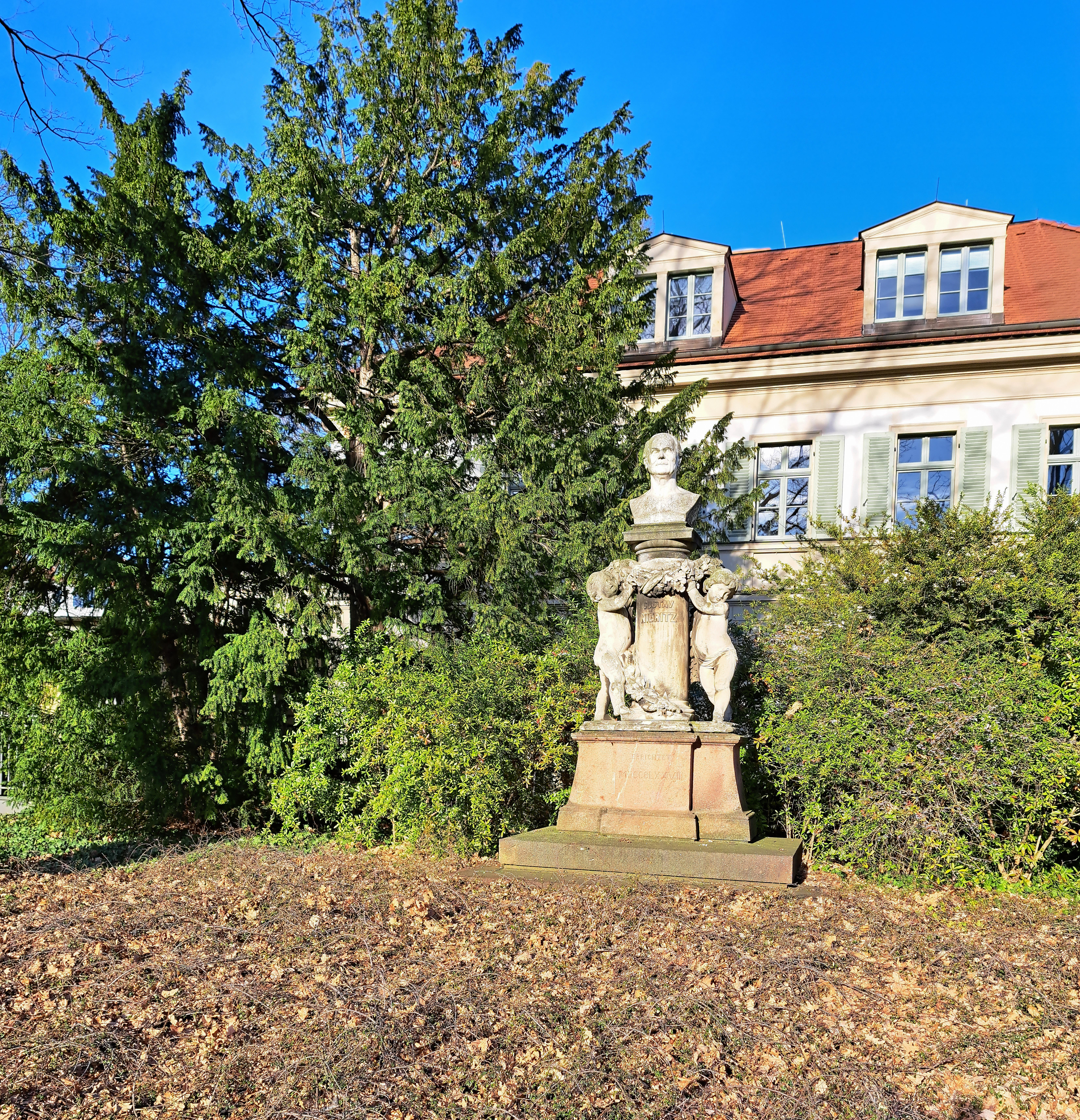
Dresden: Nieritzdenkmal von Gustav Kietz

Während Nieritz’ erzählerisches Werk in Vergessenheit geraten ist, wurde die Selbstbiographie (Erstausgabe 1872) in einer gekürzten Version 1997 erneut herausgegeben. Diese detailreiche und auf intensiver Milieukenntnis beruhende Beschreibung des Lebens insbesondere der unteren Bevölkerungsschichten im Dresden des frühen 19. Jahrhunderts bildet ein kulturgeschichtlich bedeutsames Gegenstück zu den bekannteren, jedoch aus jeweils anderen Blickwinkeln verfassten Betrachtungen seiner Zeitgenossen Wilhelm von Kügelgen (Jugenderinnerungen eines alten Mannes) und Ludwig Richter (Lebenserinnerungen eines deutschen Malers).
In Berlin-Zehlendorf ist seit 1934 der Nieritzweg nach Karl Gustav Nieritz benannt.

## Werke (in Auswahl)
- Das Pomeranzen-Bäumchen. 1830.

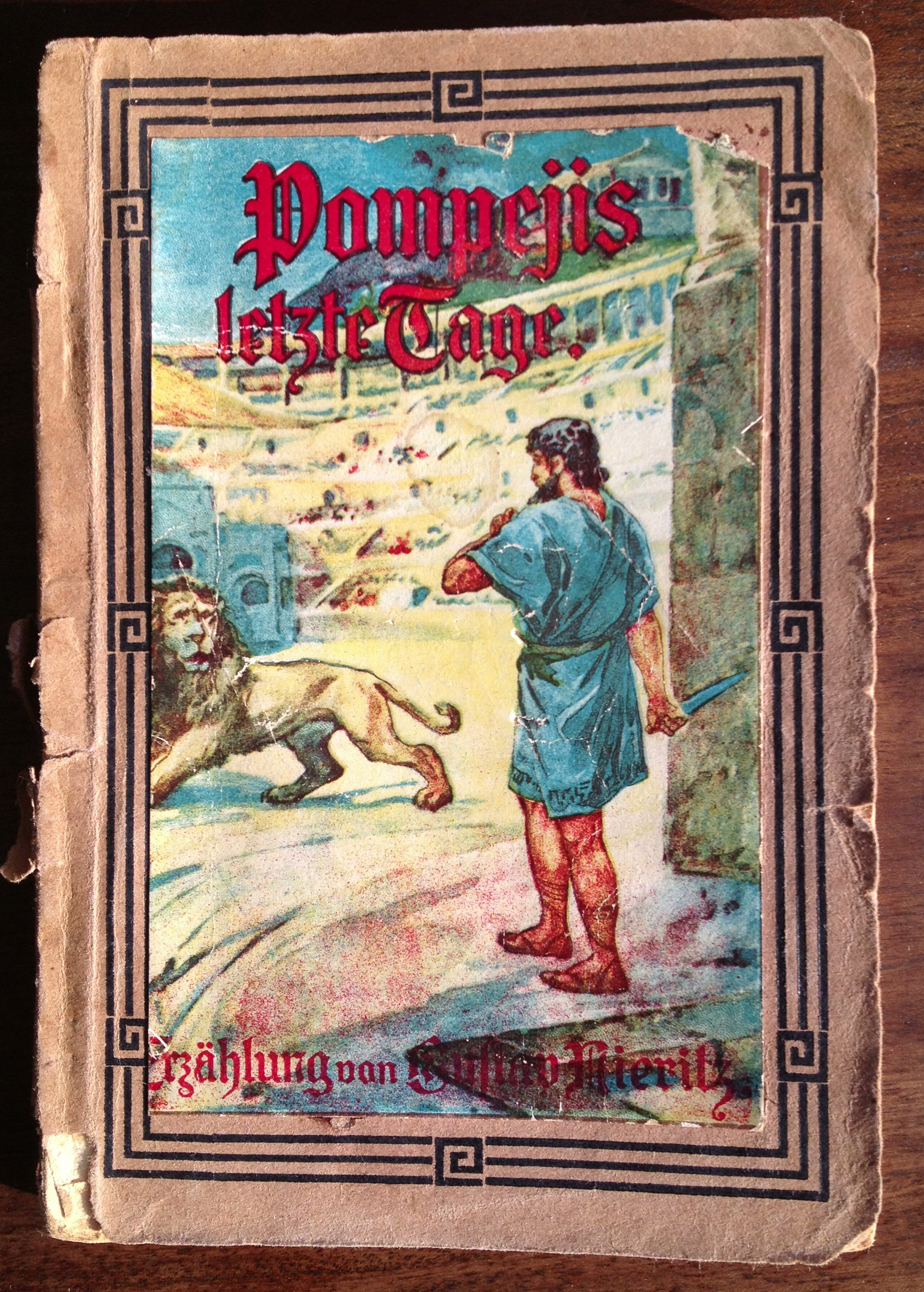
Pompejis letzte Tage

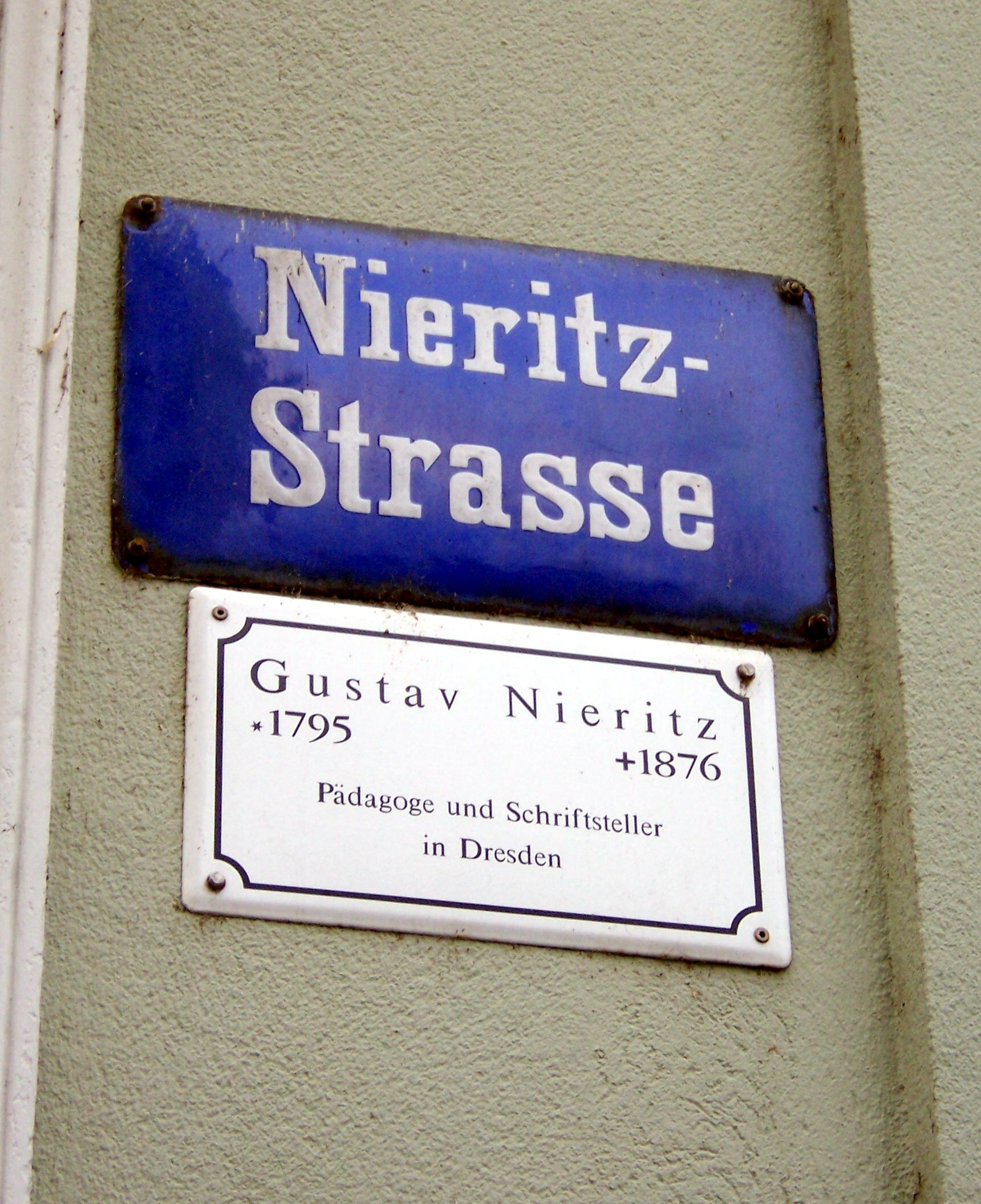
Straßenschild der Nieritz-Straße in Dresden mit biografischen Informationen

- Der kleine Bergmann oder: Ehrlich währt am längsten. 1834.
- Der Riesenstiefel oder Die Glücksspieler. Abenteuer aus dem Gewerbsleben. 1834.
- Alexander Menzikoff, oder: Die Gefahren des Reichthums. 1834.
- Betty und Toms, oder: Doktor Jenner und seine Entdeckung. 1834.
- Die Wunderpfeife, oder: Die Kinder von Hameln. Ein Märchen. 1835; Textarchiv – Internet Archive.
- Der Druckfehler. Erzählung. 1835.
- Der Abenteuer wider Willen. Eine Erzählung aus unsrer ereignissreichen Zeit. 1837.
- Der junge Trommelschläger. 1838.
- Das vierte Gebot oder die ungleichen Brüder. 1840.
- Seppel, oder der Synagogenbrand zu München. 1841.
- Sächsischer Volkskalender : für das Jahr ... Wigand, Leipzig 1842–1877. (Digitalisierte Ausgabe der Universitäts- und Landesbibliothek Düsseldorf)
- Das wüste Schloss, oder Harter Kampf - schöner Sieg. 1844.
- Georg Neumark und die Gambe, oder Wer nur den lieben Gott läßt walten. 1844.
- Mutterliebe und Brudertreue oder Die Gefahren einer großen Stadt. 1844.
- Das Strandrecht. 1845.
- Der Schmied von Ruhla. Eine Erzählung a.d. Geschichte des 12. Jahrhunderts. 1845.
- Der kleine Eskimo und die Trompete, oder: Wer ist mein Nächster? 1845.
- Gustav Wasa oder König und Bauer. Eine Erzählung aus der 1. Hälfte des 16. Jahrhunderts. 1846.
- Die Steckenpferde oder Des Verrathes Lohn. Eine Erzählung nach geschichtlichen Tatsachen. 1846.
- Drei Mütter zu einem Kinde. 1846.
- Die Großmutter. 1847; Textarchiv – Internet Archive.
- Die Hunnenschlacht. Eine geschichtliche Erzählung aus dem zehnten Jahrhundert. 1847.
- Die Bären von Augustusburg. Eine Erzählung aus der sächsischen Geschichte des 18. Jahrhunderts. 1847. augustusburg.org
- Eine freie Seele oder Jugendliche Irrfahrten. 1849.
- Der Quäker. 1849.
- Pompeji's letzte Tage. 1850.
- Der Richter oder Zürnet und sündigt nicht. 1850.
- Der Königstein oder Der neue Hiob. 1850.
- Die Nachbarn. 1851.
- Jacob und seine Söhne oder Die Macht des Gewissen. 1851
- Führe uns nicht in Versuchung oder Wer macht die Welt zum Jammerthal? 1851.
- Erlöse uns von dem Übel. 1851.
- Die Ausgestossene. Eine Erzählung aus dem 14. Jahrhundert. 1851.
- Traugott und Hannchen. 1852.
- Störsteffen und sein Sohn oder Stolz und Liebe. 1852.
- Der Prinzenraub. 1852.
- Wie ich zum Schriftstellern kam. 1857.
- Potemkin oder Herr und Leibeigener. Eine Erzählung aus dem 18. Jahrhundert. 1859.
- Eloha oder Das Schaf der Armen. 1859.
- Die Unglückstage der Stadt Leyden. Geschichtliche Erzählung aus dem 16. Jahrhundert. 1860.
- Der König und der Müller. Eine geschichtliche Erzählung aus der zweiten Hälfte des 18. Jahrhunderts. 1860.
- Die Pulververschwörung oder Die Brüder. Eine geschichtliche Erzählung. 1860.
- Wilhelm Tell. Eine geschichtliche Erzählung aus dem 14. Jahrhundert. 1861.
- Der Quell des Glücks. 1861.
- Der Goldkoch. Oder: die Erfindung des Porzellans. 1853.
- Selbstbiographie. 1872. (Digitalisat)